# Poptv.si
Poptv.si je bila prva slovenska nelinearna televizija za video vsebine, njen lastnik je bil Pro Plus. Delovala je od oktobra 2007, ukinjena je bila oktobra 2010. V letu 2009 je dobila novo preglednejšo obliko in meni. Njegov slogan je Izberi in poglej. 
Ponujal je vse produkcije medijskih producentov Pro Plusa - POP TV, Kanala A in TV Pike. Poleg informativnih in zabavnih oddaj so bile na voljo tudi zabavne vsebine. Dostopna so bili tudi prenašanja tekem nekaterih pomembnejših nogometnih lig. 